# Добровольская, Аврелия-Цецилия Иосифовна
Авре́лия-Цеци́лия Ио́сифовна Доброво́льская (22 ноября (4 декабря) 1881 — 3 декабря 1942) — оперная (лирико-колоратурное сопрано) певица и вокальный педагог.

## Биография
Родилась в семье обедневших польских дворян. Отец умер в 1881 году до рождения дочери.
В 1889 году переехала с матерью в Москву, где окончила 4-ю женскую гимназию. В 1897—1902 годы обучалась пению в Московской консерватории (класс В. М. Зарудной), которую окончила с серебряной медалью (в этот же год с золотой медалью окончила консерваторию А. В. Нежданова). С 1901 года постоянно выступала в симфонических и камерных концертах.
В 1902—1904 годах выступала в Товариществе частной русской оперы (театр Солодовникова); дебютировала 11 сентября 1902 года в партии Татьяны — «Евгений Онегин» П. Чайковского. Летом 1903 пела в Московском театре «Аквариум», осенью 1904 — в театре «Эрмитаж».

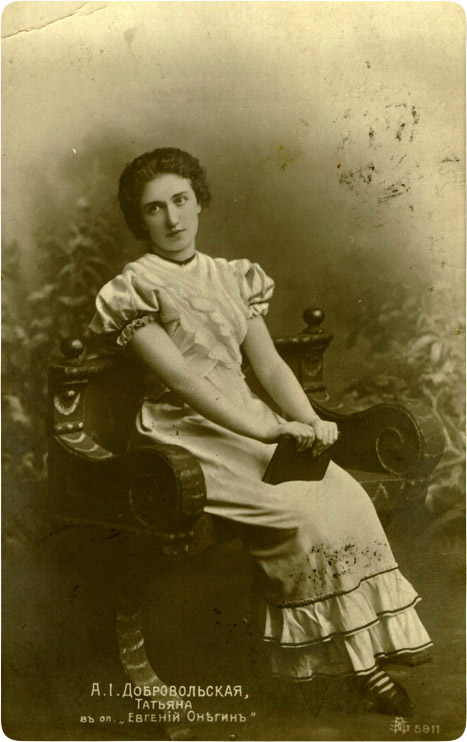
А. И. Добровольская в роли Татьяны («Евгений Онегин» П. И. Чайковского),
нач. XX в.

17 апреля 1905 года дебютировала в партии Людмилы («Руслан и Людмила») на сцене петербургского Мариинского театра. В 1906—1907 выступала в Петербурге (с октября 1906 — в «Новой опере» А. А. Церетели, затем в театре «Аквариум», с апреля 1907 — в Новом летнем театре).
В 1907—1910 пела в опере С. Зимина; дебютировала 21 февраля в партии Снегурочки в одноимённой опере Н. Римского-Корсакова. Совершенствовалась в пении в Париже (апрель—май 1908, 1909) и Милане (1909). 24 сентября 1909 года стала первой исполнительницей партии Шемаханской царицы на русской сцене в опере «Золотой петушок» Н. Римского-Корсакова.
В 1910—1919 годах (в некоторых источниках — до 1921) была солисткой московского Большого театра; дебютировала в партии Лакме в одноимённой опере Л. Делиба). В 1911 году, 2 месяца занималась в Италии с М. Видалем, в 1913 году — в Париже, у М. Маркези. В 1914 году по приглашению С. П. Дягилева принимала участие в «Русских сезонах» в Париже и Лондоне, в частности в премьере оперы-балета «Золотой петушок».

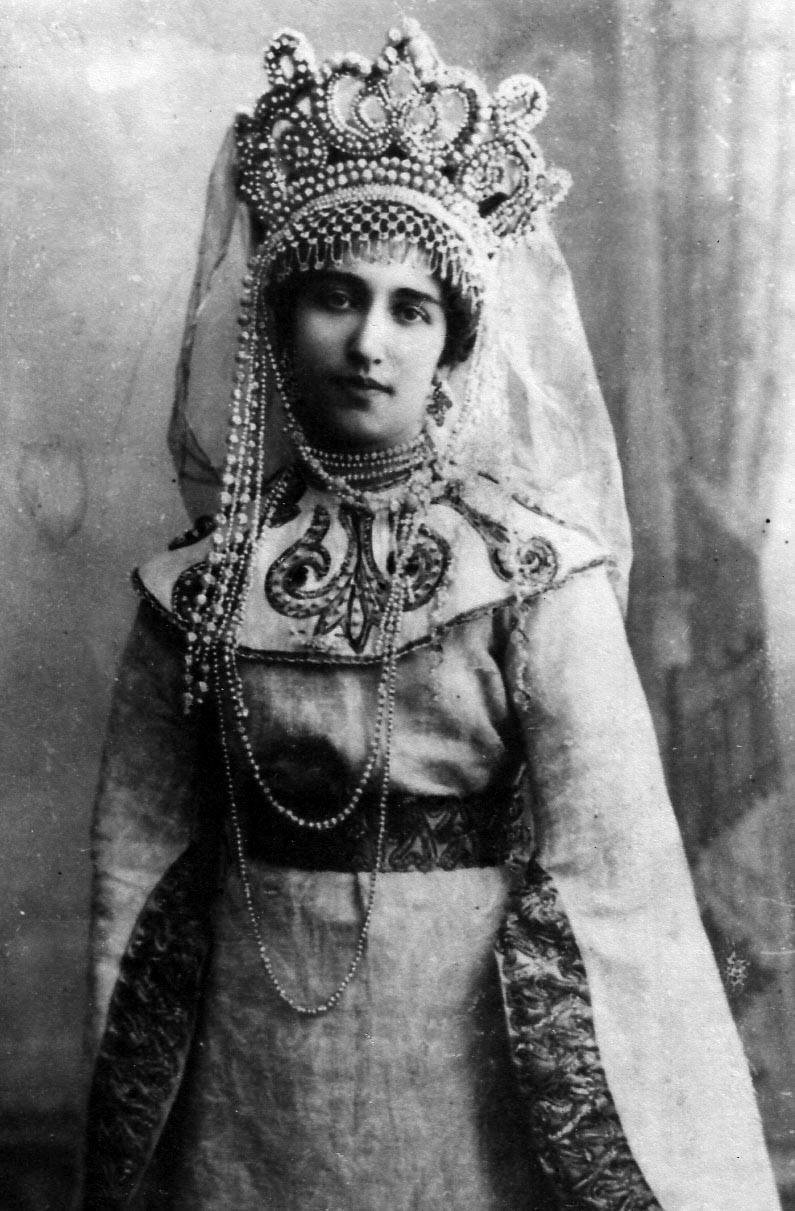
А. И. Добровольская в роли Людмилы («Руслан и Людмила» М. Глинки), нач. XX в.

Позднее пела в театре Московского Совета рабочих депутатов, в 1923—1925 годах — в театре им. А. В. Луначарского (Екатеринбург), в 1925 году — в Харьковской опере.
Записывалась на грампластинки (свыше 50 произведений) в Петербурге («Колумбия», 1907) и Москве («Зонофон», 1907; «Граммофон», 1907—1908; «Пате», 1911; «Метрополь» (РАОГ), 1913; «Сирена», 1913)
Преподавала в Новочеркасске (консерватория, 1922), Москве (музыкальная школа им. С. В. Рахманинова, 1927—1930; музыкальная школа им. Фрунзе, 1930—1931).
Была дважды замужем: первый муж — инженер-химик К. Ф. Бостанжогло; в 1923—1924 годах, работая по контракту в Одесской опере, лечила болезнь горла у известного врача В. Ф. Дзирне и вскоре вышла за него замуж, в 1925 году они вместе вернулись в Москву.
В 1936 году вместе с арестованным мужем переехала в Киров, где продолжила преподавательскую деятельность (музыкальная школа, 1936; Музыкальное училище, 1938—1941).
Летом 1941 года В. Ф. Дзирне был повторно арестован, а зимой была арестована и Добровольская; в 1942 году — расстреляна; в 1959 году реабилитирована.
Певице были посвящены произведения — «Всю ночку капал дождик» У. Боголюбова (исп. в 1910) и Вальс «Дитя любви» для фортепиано (op. 50) Ф. И. Детлафа.